# Избирательная реформа (1832)

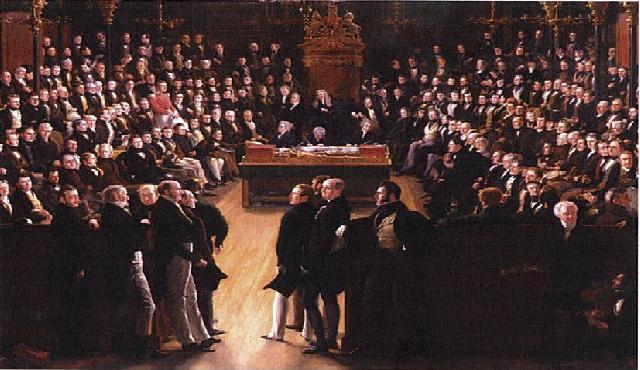
Картина Дж. Хейтера, изображающая первый этап обсуждения реформы в парламенте.

Избирательная реформа 1832 года (англ. Reform Act 1832) — парламентский акт, которым были внесены изменения в избирательную систему Великобритании. Полное название — «Закон о внесении поправок в представительство в Англии и Уэльсе». Закон действовал только на территории Англии и Уэльса; отдельные законы были приняты для Шотландии и Ирландии в том же году.
По мнению британского историка Дэвида Кеннедайна, эта реформа особенно примечательна тем, что ввела в действие двухпартийную парламентскую систему, связанную с классовыми интересами.

## Предпосылки реформы
Согласно традиции, в нижней палате британского парламента, палате общин, были представлены территории, точнее, землевладения, без привязки к численности населения. Феодальные интересы представляла партия тори. Это отстраняло от участия в законодательной работе выросший в результате промышленной революции класс промышленной буржуазии, представляемый в парламенте партией вигов.
Возникшие в стране крупные города не имели своих депутатов в палате общин, тогда как незначительные местечки, прозванные «гнилыми» из-за того, что обезлюдели за последние десятилетия, продолжали их посылать. Депутатов от населенных пунктов с пятью домами и 12 жителями или затопленных водой в парламенте было почти половина (254 из 513). Каждый богатый дворянин, купив такое «гнилое местечко», мог быть беспрепятственно избран членом парламента.
В апреле 1792 году несколько вигов, бывших сторонниками Чарльза Фокса, создали Общество друзей народа, целью которого была реформа избирательной системы. Проект реформы в том же году был отклонён, но идея реформы не умерла. К началу XIX века по этому вопросу британское общество раскололось на три лагеря. Радикалы добивались не только ликвидации «гнилых местечек», но и всеобщего избирательного права для мужчин, а также ежегодных выборов в парламент. Виги считали реформу избирательной системы необходимой, но стремились устранить лишь основные недостатки системы. Тори были противниками любой реформы. В 1828-1829 годах эмансипация католиков и диссентеров способствовала ослаблению влияния тори. В 1831 году на парламентских выборах победили виги, что и сделало реформу возможной. Также оказали влияние французская и бельгийская революции 1830 года, что нашло свое ясное выражение в словах лорда Грея, лидера коалиции, предложившей законопроект о реформе в 1831 году: «...принцип моей реформы заключается в предотвращении необходимости революции».

## Принятие закона
Итоговый проект закона был предложен партией вигов во главе с премьер-министром лордом Чарльзом Греем. Инициатива встретила значительную оппозицию со стороны парламентских фракций, которые руководили страной в течение длительного времени (более всего оппозиция ощущалась в Палате лордов). Тем не менее в результате давления со стороны общественности законопроект был принят.
Законом было предоставлено представительство в парламенте большим городам, возникшим в ходе промышленной революции, а также было изъято представительство в палате так называемых «гнилых местечек». Кроме того, закон в три с половиной раза увеличил количество лиц, имеющих право голоса. Если до 1832 года таковых было около 220 000 человек из 10 207 000 мужского населения (около 2%), то после число избирателей возросло до 720 184 человек (7,1%).
Всего право голоса получили около 5,8 % от общей численности населения около 14 миллионов человек, считая в том числе женщин и детей. Для сравнения, в то время во Франции избиратели составляли около 5 % от населения, в Бадене (Германия) — 17 %.
Реформа ознаменовала переход от феодального принципа представительства в парламенте к демократическому, открыв доступ к принятию решений более широким слоям населения. Британское общество убедилось в возможности менять политические институты и отношения, казавшиеся незыблемыми.

## Борьба за права рабочих
Дав больше прав промышленной буржуазии, реформа оставила за бортом рабочих, которые помогли своим хозяевам добиться доступа к власти. Более того: принятый в 1834 году Закон о бедных  лишил рабочих социальных пособий: оставшиеся без средств семьи помещались в работные дома, где их семьи разделяли, а людей, включая малолетних детей, нещадно эксплуатировали.
В результате кризиса 1836 г. на улице оказались тысячи рабочих.  Образованное в Лондоне «Объединение рабочих» выступило с лозунгом предоставления всеобщего избирательного права, надеясь, что в результате большинство в парламенте составят трудящиеся. Оно выработало народную хартию («чартер») для подачи в парламент. Движение в поддержку хартии получило название чартизм.